# 11.ª etapa da Volta a Espanha de 2017
A 11.ª etapa da Volta a Espanha de 2017 teve lugar a 30 de agosto de 2017 entre Lorca e o Observatório de Calar Alto sobre um percurso de montanha de 187,5 km.

## Classificação da etapa
| \| Classificação por etapas \| Classificação por etapas \| Classificação por etapas \| Classificação por etapas \| Classificação por etapas \| \| Ciclista \| Ciclista \| Equipe \| Tempo \| \| \| ------------------------ \| ------------------------ \| ------------------------ \| ------------------------ \| ------------------------ \| \| 1. \| Miguel Ángel López \| Astana \| 5h05m09s \| \| \| 2. \| Chris Froome \| Team Sky \| + 14s \| \| \| 3. \| Vincenzo Nibali \| Bahrain-Merida \| + 14s \| \| \| 4. \| Wilco Kelderman \| Team Sunweb \| + 14s \| \| \| 5. \| Romain Bardet \| AG2R La Mondiale \| + 31s \| \| \| 6. \| Alberto Contador \| Trek-Segafredo \| + 31s \| \| \| 7. \| Ilnur Zakarin \| Katusha-Alpecin \| + 31s \| \| \| 8. \| Mikel Nieve \| Team Sky \| + 31s \| \| \| 9. \| Darwin Atapuma \| UAE Team Emirates \| + 1m02s \| \| \| 10. \| David de la Cruz \| Quick-Step Floors \| + 1m14s \| \| |                    |                   |          |
| |                    |                   |          |
| Fonte: ProCyclingStats |                    |                   |          |
| Classificação por etapas |                    |                   |          |
| Ciclista | Ciclista           | Equipe            | Tempo    |
| 1. | Miguel Ángel López | Astana            | 5h05m09s |
| 2. | Chris Froome       | Team Sky          | + 14s    |
| 3. | Vincenzo Nibali    | Bahrain-Merida    | + 14s    |
| 4. | Wilco Kelderman    | Team Sunweb       | + 14s    |
| 5. | Romain Bardet      | AG2R La Mondiale  | + 31s    |
| 6. | Alberto Contador   | Trek-Segafredo    | + 31s    |
| 7. | Ilnur Zakarin      | Katusha-Alpecin   | + 31s    |
| 8. | Mikel Nieve        | Team Sky          | + 31s    |
| 9. | Darwin Atapuma     | UAE Team Emirates | + 1m02s  |
| 10. | David de la Cruz   | Quick-Step Floors | + 1m14s  |

## Classificações ao final da etapa

### Classificação geral
| \| Classificação geral \| Classificação geral \| Classificação geral \| Classificação geral \| Classificação geral \| \| Ciclista \| Ciclista \| Equipe \| Tempo \| \| \| ------------------- \| ------------------- \| ------------------- \| ------------------- \| ------------------- \| \| 1. \| Chris Froome \| Team Sky \| 45h18m01s \| \| \| 2. \| Vincenzo Nibali \| Bahrain-Merida \| + 1m19s \| \| \| 3. \| Esteban Chaves \| Orica-Scott \| + 2m33s \| \| \| 4. \| David de la Cruz \| Quick-Step Floors \| + 2m36s \| \| \| 5. \| Wilco Kelderman \| Team Sunweb \| + 2m37s \| \| \| 6. \| Ilnur Zakarin \| Katusha-Alpecin \| + 2m38s \| \| \| 7. \| Fabio Aru \| Astana \| + 2m57s \| \| \| 8. \| Michael Woods \| Cannondale-Drapac \| + 3m01s \| \| \| 9. \| Alberto Contador \| Trek-Segafredo \| + 3m55s \| \| \| 10. \| Miguel Ángel López \| Astana \| + 4m11s \| \| |                    |                   |           |
| |                    |                   |           |
| Fonte: ProCyclingStats |                    |                   |           |
| Classificação geral |                    |                   |           |
| Ciclista | Ciclista           | Equipe            | Tempo     |
| 1. | Chris Froome       | Team Sky          | 45h18m01s |
| 2. | Vincenzo Nibali    | Bahrain-Merida    | + 1m19s   |
| 3. | Esteban Chaves     | Orica-Scott       | + 2m33s   |
| 4. | David de la Cruz   | Quick-Step Floors | + 2m36s   |
| 5. | Wilco Kelderman    | Team Sunweb       | + 2m37s   |
| 6. | Ilnur Zakarin      | Katusha-Alpecin   | + 2m38s   |
| 7. | Fabio Aru          | Astana            | + 2m57s   |
| 8. | Michael Woods      | Cannondale-Drapac | + 3m01s   |
| 9. | Alberto Contador   | Trek-Segafredo    | + 3m55s   |
| 10. | Miguel Ángel López | Astana            | + 4m11s   |

### Classificação por pontos
| Classificação por pontos | Classificação por pontos | Classificação por pontos | Classificação por pontos | Classificação por pontos |
| Ciclista                 | Ciclista                 | Equipe                   | Pontos                   |                          |
| ------------------------ | ------------------------ | ------------------------ | ------------------------ | ------------------------ |
| 1.                       | Matteo Trentin           | Quick-Step Floors        | 78 pts                   |                          |
| 2.                       | Chris Froome             | Team Sky                 | 75 pts                   |                          |
| 3.                       | Vincenzo Nibali          | Bahrain-Merida           | 53 pts                   |                          |
| 4.                       | Matej Mohorič            | UAE Team Emirates        | 47 pts                   |                          |
| 5.                       | Paweł Poljański          | Bora-Hansgrohe           | 44 pts                   |                          |
| 6.                       | José Joaquín Rojas       | Movistar Team            | 41 pts                   |                          |
| 7.                       | Esteban Chaves           | Orica-Scott              | 38 pts                   |                          |
| 8.                       | David de la Cruz         | Quick-Step Floors        | 35 pts                   |                          |
| 9.                       | Julian Alaphilippe       | Quick-Step Floors        | 34 pts                   |                          |
| 10.                      | Jan Polanc               | UAE Team Emirates        | 32 pts                   |                          |

### Classificação por equipas
| Classificação por equipes | Classificação por equipes | Classificação por equipes | Classificação por equipes |
| Equipe                    | Equipe                    | Tempo                     |                           |
| ------------------------- | ------------------------- | ------------------------- | ------------------------- |
| 1.                        | Movistar Team             | 135h24m05s                |                           |
| 2.                        | Astana                    | + 1m49s                   |                           |
| 3.                        | Sky                       | + 7m40s                   |                           |
| 4.                        | Orica-Scott               | + 17m36s                  |                           |
| 5.                        | UAE Team Emirates         | + 17m55s                  |                           |
| 6.                        | Caja Rural-Seguros RGA    | + 44m40s                  |                           |
| 7.                        | Team Sunweb               | + 46m15s                  |                           |
| 8.                        | Bahrain-Merida            | + 51m08s                  |                           |
| 9.                        | BMC Racing Team           | + 54m59s                  |                           |
| 10.                       | Lotto NL-Jumbo            | + 59m01s                  |                           |